# 中華民國—保加利亞關係
中華民國與保加利亞共和國無正式外交關係，目前也沒有在對方首都互設具大使館功能的代表機構，對保加利亞的相關事務由駐希臘臺北代表處兼轄。中華民國對外貿易發展協會於保加利亞設立索菲亞臺灣貿易中心。

## 政治

### 外交

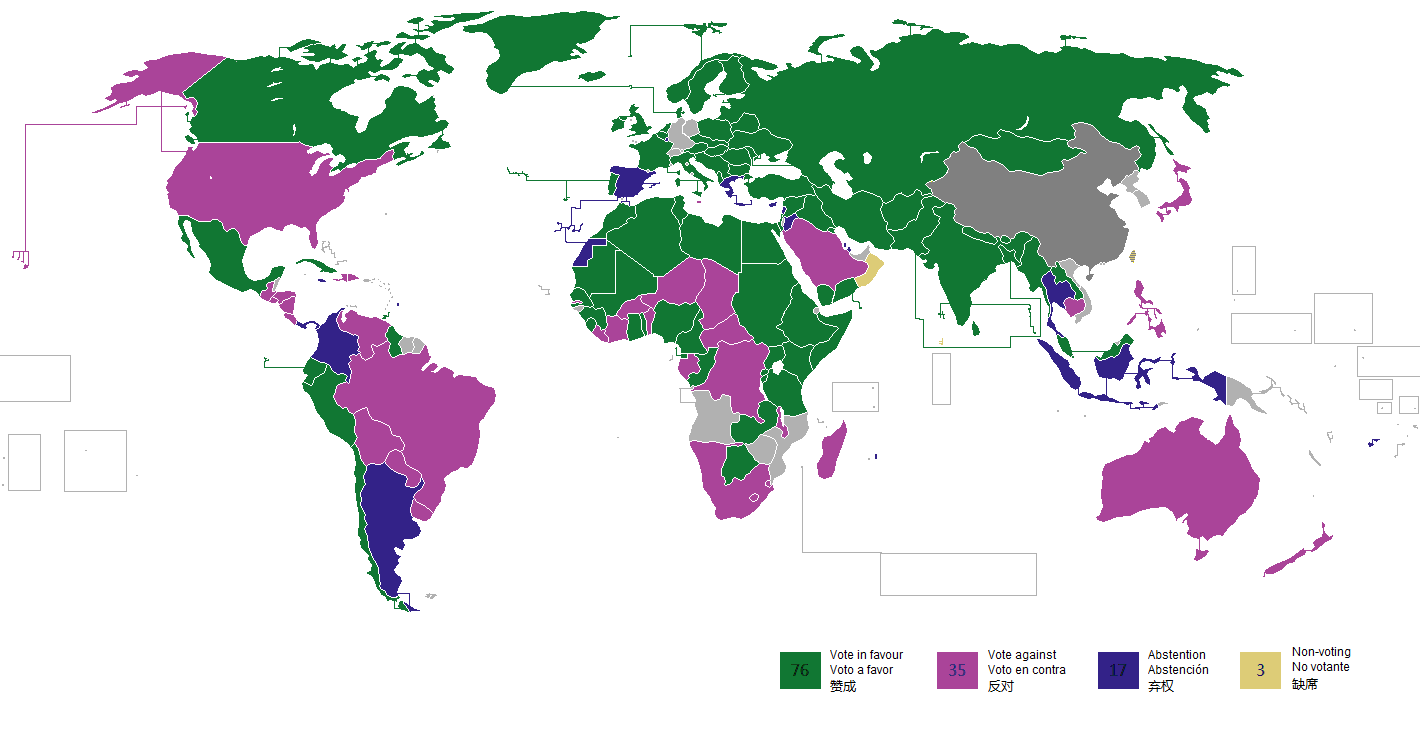
綠色國家表示在1971年的投票中反對中華民國續留聯合國，即《聯合國大會2758號決議》，其中包括當時的保加利亞人民共和國。

1941年，保加利亞王國加入軸心國。7月，保加利亞跟隨納粹德國及意大利王國承認汪精卫國民政府，珍珠港事件后4天，12月11日，國民政府对德國、意大利及日本宣戰，令保加利亞間接與國民政府處於敵對狀態。
1997年1月，保加利亞總統斯托揚諾夫的經濟顧問安德諾夫（Peter Andonov）抵台參加世界自由日活動。
2007年7月23日，保加利亞前總統哲列夫夫婦等人應台灣民主基金會邀請抵台訪問5天。此行主要參加其著作《法西斯主義》（Fascism）中文版發行並發表題為《法西斯主義與共產主義：孿生一體的政治體制》專題演講。期間拜會中華民國總統陳水扁以及多個政府部門，並參訪臺灣的文教設施。
2015年，保加利亞民間成立「保加利亞臺灣委員會」（Bulgarian-Taiwanese Board）以推動雙方的民間交流。
2016年6月，世界自由民主聯盟（世盟）總會長饒穎奇、副會長曾永權等人，前往保加利亞首都索菲亞重組成立該國分會，並召開「世盟歐洲區域組織會議」。會議期間，與各國分會長會見保加利亞總理鲍里索夫、總統普列夫内利耶夫。
2017年4月、11月，保加利亞前外交部長米托夫、帕西分別抵台訪問。

#### 保加利亞駐由大日本帝國成立的「中華民國國民政府」公使（1943－1945年）
| 姓名   | 任命   | 到任         | 遞交國書     | 離任   | 外交衔级 | 外交職務     | 備註                           |
| ------ | ------ | ------------ | ------------ | ------ | -------- | ------------ | ------------------------------ |
| 裴利浦 | 1943年 | 1943年6月4日 | 1943年6月7日 | 1945年 | 公使     | 特命全權公使 | 又譯「裴義浦」，駐日本公使兼任 |

## 經濟

### 背景
東歐共產政權解體後，保加利亞市場開放較其他東歐國家晚，加上當地市場規模有限，且中華民國與保加利亞隔閡甚久互不熟悉，因此雙邊貿易採間接方式的比重仍高。近年因為該國加入歐盟的新聞報導，以及保加利亞玫瑰精油在臺灣風行，民眾才漸對保加利亞有所認識，臺商也漸對該國市場產生興趣。

### 貿易
2005年，中華民國對外貿易發展協會（外貿協會）於首都索菲亞設立台灣貿易中心。2018年，附設商務中心服務出差的台商。
2023年，中華民國是保加利亞扳手與扳鉗第3大進口來源國、手工具第4大、扣件第6大、自行車第10大進口來源國。
| 年分 | 貿易總額    | 貿易總額 | 貿易總額 | 出口至保加利亞 | 出口至保加利亞 | 出口至保加利亞 | 自保加利亞進口 | 自保加利亞進口 | 自保加利亞進口 | 順逆差 |
| 年分 | 金額        | 年增減   | 排名     | 金額           | 年增減         | 排名           | 金額           | 年增減         | 排名           | 順逆差 |
| ---- | ----------- | -------- | -------- | -------------- | -------------- | -------------- | -------------- | -------------- | -------------- | ------ |
| 2017 | 140,093,305 | ▼2.0%    | 82       | 110,205,058    | ▼4.2%          | 71             | 29,888,247     | ▲7.0%          | 90             | 順差▼  |
| 2018 | 155,361,664 | ▲10.9%   | 77       | 121,544,137    | ▲10.3%         | 65             | 33,817,527     | ▲13.1%         | 88             | 順差▲  |
| 2019 | 134,750,583 | ▼13.3%   | 79       | 101,453,703    | ▼16.5%         | 68             | 33,296,880     | ▼1.5%          | 89             | 順差▼  |
| 2020 | 173,830,892 | ▲29.0%   | 71       | 125,405,156    | ▲23.6%         | 56             | 48,425,736     | ▲45.4%         | 85             | 順差▲  |
| 2021 | 225,206,500 | ▲29.6%   | 72       | 180,771,154    | ▲44.2%         | 56             | 44,435,346     | ▼8.2%          | 94             | 順差▲  |
| 2022 | 283,897,767 | ▲26.1%   | 69       | 228,745,034    | ▲26.5%         | 57             | 55,152,733     | ▲24.1%         | 86             | 順差▲  |
| 2023 | 283,892,586 | ▼0.0%    | 67       | 163,489,534    | ▼28.5%         | 60             | 120,403,052    | ▲118.3%        | 66             | 順差▼  |
| 2024 | 265,393,010 | ▼6.5%    | 66       | 160,209,487    | ▼2.0%          | 55             | 105,183,523    | ▼12.6%         | 68             | 順差▲  |

2023年的兩國貿易項目如下：
出口至保加利亞的前10大項目為：集成电路；車輛之零件與附件；切削金屬用車床；特定用途機器之零件與附件；鋼鐵製螺釘、螺栓、螺帽、螺旋鈎、車用螺釘、鉚釘、橫梢、開口梢、墊圈與類似製品；金屬加工用綜合加工機、單體結構機與多站聯製機；電話機（包括智能手机），以及其他傳輸或接收聲音、圖像之有線或无线网络通訊器具；自動資料處理機、磁性或光學閱讀機；变压器、靜電式變流器與電感器；碟片、磁带、固態非揮發性儲存裝置、智慧卡與其他錄音或錄製之媒體等。
自保加利亞進口的前10大項目為：蓄電池；醫藥製劑；铜板、片與扁條；內科、外科、牙科或兽医用儀器與用具；控電或配電用板或櫃；未焙燒硫化鐵礦；製造半导体、集成电路與平面顯示器用之機器與器具、零件與附件；女用或女童用服飾；塑膠管與附件；捲筒或平版之未塗佈牛皮紙與纸板等。

### 投資
截至2023年，兩國無相互直接投資紀錄，在保加利亞亦無臺商或臺僑組織，以及臺灣的金融機構。

### 交流
2008年，共有89家保加利亞業者參加台北世界貿易中心的專業展覽會，以及11家大型業者赴臺採購洽談，創下保加利亞工商業者訪臺的年度最高紀錄。
2009年，舉辦第1屆臺保經濟合作會議，至2017年已舉辦第5屆。
2016年6月，保加利亞商工總會（BCCI）會長茨维坦·赛门诺夫（Tsvetan Atanasov Simeonov）抵臺訪問；11月、12月，駐希臘臺北代表處代表郭時南、經濟部國際合作處長江文若分別訪問保加利亞，會見保加利亞總統府經濟顧問Evgeny Angelov、保加利亞商工總會會長赛门诺夫等人。

## 司法

### 犯罪事件
台灣新聞人物、房東張淑晶多次將房客告上法庭，其言行讓人議論，1名保加利亞籍女子在2016年10月28日於Facebook社團貼文指張淑晶以迫害房客聞名，自己也是簽約後又被要求每個月必須多付7000元新台幣房租，與其他物品的租金，這些都不是合約裡的範圍，因此拒絕付錢，並要大家千萬小心。
2016年11月，中華民國新北市警察局偵破1名保加利亞籍男子涉嫌持95張偽造提款卡，在台灣盜領合作金庫商業銀行等金融機構的ATM。警方查出嫌犯從保加利亞轉機到杜拜再入境台灣，懷疑他因沒錢，被跨國詐騙集團吸收，又因不懂中文，操作236次ATM錯誤被吃卡15張，僅得手18萬新台幣。該詐騙集團車手盜領的提款卡外觀為德國的百貨公司，警方懷疑詐騙集團從國外盜刷，將資料偽造到空白卡片上，再找外籍車手跨國領款。

## 協定
| 日期           | 簽署                                                           | 備註   |
| -------------- | -------------------------------------------------------------- | ------ |
| 1999年10月     | 《中華民國對外貿易發展協會與保加利亞出口推廣中心經貿合作協議》 | [ 23 ] |
| 2016年9月      | 《國家災害防救科技中心與保加利亞國家暨世界經濟大學合作備忘錄》 | [ 24 ] |
| 2017年12月19日 | 《中華民國國際經濟合作協會與保加利亞工商總會合作備忘錄》       | [ 18 ] |

## 簽證

持中華民國護照的中華民國國民簽證要求分布圖：入境保加利亞可以「申根區免簽證」。

持歐盟的保加利亞護照之保加利亞國民簽證要求分布圖：入境中華民國可以免簽證。

歐洲申根區給予持有載明身分證字號的中華民國護照之中華民國國民可以申根區免簽證入境，停留日數與申根區合併計算，每6個月期間內總計可停留90天。經保加利亞轉機至申根區亦可免簽證。
保加利亞國民持有歐盟護照者也可以免簽證的方式入境中華民國，停留最多90天。

## 交通

### 航空
1992年3月，中華民國交通部民航局與保加利亞民航局簽署交換航權協定。1993年1月，巴爾幹保加利亞航空首航抵台，隨即因中華人民共和國壓力而停航。1994年6月，撤離駐台人員。

#### 客運
兩國無直航班機，可經由（不計航點遠近，截至2024年1月16日）：
- 臺北→杜拜、伊斯坦堡、倫敦、巴黎、羅馬、米蘭（2024年3月1日復航保加利亞）、慕尼黑、法蘭克福、阿姆斯特丹、維也納、布拉格，再轉機前往保加利亞的國際機場（英语：List of airports in Bulgaria）。[30]

## 外部連結
- 中華民國外交部－保加利亞共和國簡介 （页面存档备份，存于）
- 駐希臘台北代表處
- 外交部領事事務局－國外旅遊警示分級表
- 中華民國衛生福利部－國際旅遊疫情建議等級
- 中華民國國際經濟合作協會 （页面存档备份，存于）
- 索菲亞台灣貿易中心（Facebook）